# Pawieł Gubariew
Pawieł Jurjewicz Gubariew (ros. Павел Юрьевич Губарев, ur. 10 lutego 1983 w Siewierodoniecku) – jeden z samozwańczych przywódców nieuznawanej Donieckiej Republiki Ludowej.
Gubariew jest odpowiedzialny m.in. za zajęcie 1 marca 2014 wraz z siłami prorosyjskimi budynku rządu regionalnego w Doniecku, proklamował się również „gubernatorem ludowym”.
6 marca 2014 został aresztowany przez Służbę Bezpieczeństwa Ukrainy za zagrażanie integralności terytorialnej Ukrainy, a następnie zwolniony 7 maja 2014 w zamian za uwolnienie oficerów SBU.